# Червень 2004
Червень 2004 — шостий місяць 2004 року, що розпочався у вівторок 1 червня та закінчився у середу 30 червня.

## Події
- 4 червня — Війна Марвіна Гімеєра. Після тривалого конфлікту з компанією Mountain Park з приводу території, на якій знаходилася його майстерня, обладнав бульдозер Komatsu D 355A бронею і зруйнував 13 адміністративних будівель.
- 13 червня — вибори до Європарламенту Європейського союзу. Перемогу здобув блок консервативних партій (більше 250 голосів). На другому місці блок соціалістичних партій (близько 200 голосів).
- 14 червня — на островах Коралового моря проголошено Королівство геїв і лесбійок.
- 17 червня — відразу дві дослідницькі групи незалежно один від одного вперше здійснили квантову телепортацію атомів.
- 21 червня — перший у світі приватний керований космічний корабель «SpaceShipOne» вперше вийшов у космос.
- 28 червня — відбулась передача влади в Іраку від Тимчасової адміністрації міжнародних окупаційних сил тимчасовому іракському уряду.